# Jogikoppa, Tirthahalli
Jogikoppa là một làng thuộc tehsil Tirthahalli, huyện Shimoga, bang Karnataka, Ấn Độ.